# Agroiconota atromaculata
Agroiconota atromaculata es un coleóptero de la familia Chrysomelidae. Fue descrita en 2005 por Borowiec.